# Зелёный Прудок
Зелёный Прудо́к (бел. Зялёны Прудок) — деревня в составе Осиновского сельсовета Чаусского района Могилёвской области Республики Беларусь.

## Население
- 2010 год — 1 человек